# 아불 피다
아부 알피다(아라비아어: أبو الفداء, 영어: Abu al-Fida) 혹은 아불 피다 이스마일 함비(Abul Fida Ismail Hamvi)이라고 한다. 정식 이름은 아부 알피다 이스마일 이븐 알리 이븐 마흐무드 알무이야드 이마드 앗딘(Abu Al-fida' Isma'il Ibn 'ali ibn Mahmud Al-malik Al-mu'ayyad 'imad Ad-din)이다. 보통은 아불 피다(Abulfeda) 혹은 아부 알피다(Abu Alfida)등으로 번역된다. 1273년 11월에 태어나서 1331년 10월 27일 사망했다. 아불 피다는 쿠르드인(Kurdi) 시인이자, 역사가, 지리학자였으며, 한 지역의 술탄이었다. 달의 크레이터, 아불 피다는 그의 이름에서 따온 것이다.

## 생애
아불 피다는 다마스쿠스에서 태어났다. 그의 아버지는 말릭 알아프달Malik ul-Afdal(당시 하마의 지배자의 동생. 몽골 제국의 공격을 피해서 도주하였다)이었으며, 살라흐 앗-딘의 아버지인 아이유브의 후손이었다. 아불 피다는 소년기에 꾸란과 과학에 대한 공부에 전념 하였으나, 12세를 전후로 하여 당시에 있던 거의 모든 군사 원정에 참가했다.(대부분은 십자군에 대항한 원정이었다)
그는 1285년 봄에 맘루크들이 성 요한 기사단의 성채인 마르카브 공성전에 참가 했으며, 그가 16세 였을때인 1289년에 일어난 트리폴리 공성전에도 참가하였다. 2년 뒤인 1291년, 아불 피다의 나이가 18세일 때는 아크레 공성전에 참가했다. 또한 1293년에는 칼라트 아르-룸(Qal'at ar-Rum) 공성전에 참가했다. 1298년, 그는 맘루크 술탄 말리크 알나시르Malik al-Nasir를 위해 봉사했다. 1299년, 알나시르는 다시금 술탄이 된다. 1301년에는 소 아르메니아 왕국을 공격하여 큰 타격을 주었으며, 일 칸국의 가잔 칸의 시리아 침공에 대항했다.
1309년에 알나시르가 또 다시 술탄직위에서 추방된다. 아불 피다는 알나시르의 복위 계획에 참여했고, 그 해에 알나시르는 복위에 성공한다. 다음 해인 1310년, 아불 피다는 복위에서의 공적으로 하마의 통치자로 임명된다.(1309년 10월 14일) 이어서 1312년 8월 30일에는 말리크 우스 살흐Malik us-Salhn라는 이름을 하사 받으면서 하마의 종신 군주가 되었다. 1315년의 말라트야 원정에도 참여하였으며, 이 이외에도 알나시르에게 경제적인 지원을 주는등, 알나시르 무함마드 정권 강화에 많은 힘을 섰다.
아불 피다는 1319년에 시작되어 1320년에 끝난 알나시르 무함마드의 메카 순례에 동참하였다. 1320년 2월 28일에는 술탄의 지위를 가진 알말리크 알무아이야드Malik ul-Mu'ayyad가 되어 맘루크 왕조 치하의 시리아에 존재하는 통치자 중 1인자가 되었다.
1310년, 아불 피다가 하마를 통치하기 시작한 이후 통치자의 의무에 충실하여, 그의 20년 간의 치세는 영광스러웠다. 또한 그는 많은 문인들의 후견인이었다. 아불 피다는 1331년까지 알나시르 정권의 중진으로 활약하다 그 해 10월 27일에 사망했다. 그의 아들이 그 지위를 계승 하였으나, 1341년 알나시르 무함마드의 죽음으로 그 지위를 잃었으며, 아이유브 가는 역사에서 사라졌다.

## 아불 피다의 저작들
- 인류 역사의 개요(영어: The Concise History of Humanity or Chronicles, 아라비아어: Tarikhu 'l-mukhtasar fi Akhbari 'l-bashar)(Constantinople, 2 vols. 1869) - Tarikh Abu al-Fida(아부 알피다의 역사라는 뜻). 인간이라는 종의 역사에 대한 축약서이다. 연대기의 형식으로 되어있으며, 창세기부터 1329년까지의 내용을 담고 있다.

- 나라들의 안내 목록(영어: A Sketch of the Countries, 아라비아어: Taqwim al-Buldan). 그의 지리학은 마치 역사와 같다. 대부분의 내용은 그의 전임자들(프톨레마이오스와 무함마드 알이드리시 등…)의 작업에서도 찾을 수 있는 내용들이다. 다양한 지리학적 문제들에 기반한 소개는 세계의 대 도시표에 따라 20 - 8 섹션으로 나뉘어 있는 형태이다. 이 책에 나오는 경도, 위도, 기후, 철자 등은 대부분 이전의 학자들의 저서를 정리하고 덧붙여서 편찬한 것이다. 그러나 이 저서들은 당시 중동 지방에서 인기를 얻었고, 1650년대에는 유럽에 번역되어 출판 되었다. 18, 19세기의 유럽의 동양학자들은 그 이전의 자료들을 구할 수 없을 때 이 책들을 많이 이용했다.

또한 이 책에는 우리 나라에 대한 서술도 존재한다.
"신라: 까눈(qanun)서에 따르면 신라는 (동)경 170°, (북)위 5°에 위치해 있다. 따라서, 제 1지대 가운데에서도 남부에 있으며, 중국의 동단에 있다. 신라는 중국의 동쪽 상단에 있다. 그것은 위치상 서방(대서양)의 '영원과 행운의 섬'에 필적할 만한 동해의 도서이다. 전자는 후자와는 반대로 경작되었으며, 유익한 물건으로 충만 되어있다.
…
'나라들의 목록'의 같은 쪽수에서 신라를 설명한 후에 고려(Kauli)에 대해서도 언급했지만, 그 위치에 대해서는 침묵하고 있다. 그는 신라와 고려가 같은 영토였다는 사실을 전혀 알지 못한 것 같다."